# Jérôme Polenz
Jérôme Redouan Polenz (* 7. November 1986 in West-Berlin) ist ein ehemaliger deutscher Fußballspieler. Seit 2018 ist er Taktik-Experte für den Streaming-Sender DAZN. Darüber hinaus war er seit der Saison 2020/21 bis 2023 Co-Trainer von Ante Čović bei der zweiten Mannschaft von Hertha BSC und ist seit der Saison 2025/26 Co-Trainer beim 1. FC Nürnberg.

## Karriere

### Vereine
Polenz wurde als Sohn eines Algeriers und einer Deutschen in West-Berlin geboren. Dort begann er seine Laufbahn als Spieler in den Jugendmannschaften des SC Siemensstadt, CFC Hertha 06 und Tennis Borussia Berlin. In der Saison 2002/03 – im Alter von 15 Jahren – wurde er für die Jugendmannschaft von Werder Bremen verpflichtet, drei Jahre später wurde der gelernte Außenverteidiger in die zweite Mannschaft aufgenommen, für die er von 2004 bis 2007 64 Spiele in der Regionalliga Nord absolvierte und 15 Tore erzielte.
Von Januar 2006 bis Saisonende 2006/07 gehörte er als Vertragsamateur dem Bundesligakader von Werder Bremen an. Sein Bundesligadebüt gab er am 4. Februar 2006 (19. Spieltag) beim 4:2-Sieg im Heimspiel gegen den 1. FSV Mainz 05 mit Einwechslung für Nelson Valdez in der 85. Minute. Zwei Tage später unterzeichnete er einen bis zum 30. Juni 2009 datierten Lizenzspieler-Vertrag.
Zur Saison 2007/08 wechselte Polenz zum Zweitligisten Alemannia Aachen und absolvierte 51 Liga- und drei DFB-Pokalspiele. Im Jahr 2010 kehrte er in seine Heimatstadt zurück und schloss sich dem Ligakonkurrenten 1. FC Union Berlin an. Nach Meinungsverschiedenheiten mit Trainer Uwe Neuhaus wurde er zwischenzeitlich vom Spielbetrieb der Profimannschaft freigestellt und gehörte nur noch deren Trainingskader beziehungsweise der zweiten Mannschaft an. Nach einer Aussprache und mehr als neun Monaten ohne Profieinsatz wurde Polenz in den Lizenzspielerkader zurückberufen. Ungeachtet der Ereignisse zuvor einigten sich Verein und Spieler auf eine Vertragsauflösung mit Ablauf der Spielzeit 2011/12. Sein letztes Ligaspiel bestritt Polenz am 10. April 2012 (30. Spieltag) bei der 1:2-Niederlage im Auswärtsspiel gegen den FC St. Pauli.
Im August 2012 wechselte er nach Australien zur neu gegründeten Fußball-Franchise Western Sydney Wanderers und bekleidete dort die Position des rechten Außenverteidigers. Mit dem Verein, der zum ersten Mal in der höchsten australischen Liga spielte, schloss Polenz die reguläre Saison nach 27 Ligaspielen als Tabellenerster ab und qualifizierte sich für die Finalrunde. Im Halbfinale noch mit 2:0 gegen Brisbane Roar erfolgreich, verlor er mit seiner Mannschaft am 21. April 2013 das Grand Final mit 0:2 gegen die Central Coast Mariners. Die Saison 2013/14 beendete Polenz mit seiner Mannschaft als Tabellenzweiter. Erneut erreichte der Club das Grand Final und spielte gegen Brisbane Roar, jedoch musste sich Polenz dem gegnerischen Team rund um den ehemaligen Bundesligaspieler Thomas Broich mit 1:2 nach Verlängerung geschlagen geben.
Nach zwei erfolgreichen Jahren in der A-League lehnte Polenz das Angebot zur Vertragsverlängerung bei den Western Sydney Wanderers ab, um wieder in Europa spielen zu können. Daraufhin unterschrieb er im Sommer 2014 einen Vertrag in Norwegen bei Sarpsborg 08 FF. Polenz verließ Sarpsborg im November 2014 wieder und kehrte zurück nach Australien zu Brisbane Roar, wo bereits der deutsche Mittelfeldspieler Thomas Broich unter Vertrag stand. Nachdem er in der Saison 2015/16 nur noch zu einem Einsatz gekommen war, löste er seinen Vertrag bei Brisbane vorzeitig auf und beendete seine Laufbahn.

### Nationalmannschaft
Sein Debüt im Nationaltrikot gab er am 20. Mai 2004 in Kiew bei der 0:2-Niederlage der U18-Nationalmannschaft gegen die Auswahl der Ukraine, als er zur zweiten Halbzeit für Stephan Schröck eingewechselt wurde. Im zweiten Vergleich, zwei Tage später, beim 4:1-Sieg kam er ein zweites Mal für diese Auswahlmannschaft zum Einsatz.
Für die U19-Nationalmannschaft debütierte er am 15. September 2004 in Ratingen bei der 0:2-Niederlage gegen die Auswahl Spaniens, als er in der 22. Minute für Stephan Schröck eingewechselt wurde. Bei der vom 18. bis 29. Juli 2005 in Nordirland ausgetragenen U19-Europameisterschaft bestritt er nur das erste Gruppenspiel, das die deutsche Auswahlmannschaft mit 2:4 gegen die Auswahl Serbien und Montenegro verlor.
Für die U20-Nationalmannschaft kam er am 14. September 2005 in Biel bei der 1:2-Niederlage gegen die Auswahl der Schweiz zu seinem einzigen Länderspiel.

## Erfolge
- auf Vereinsebene:
- Deutscher Vizemeister: 2005/06
- Australischer Vizemeister: 2012/13
- A-League Premiership: 2012/13
- AFC Champions League Sieger 2014
- Individuell:
- PFA Team of the Year: 2012/13

## Nach der aktiven Zeit
Gemeinsam mit Thomas Broich ist Polenz Gründer und Geschäftsführer der zonal.ly GmbH. Unter der Marke betreiben sie einen Fußball-Blog und erstellen für den Streaming-Sender DAZN im Rahmen des Formats „Tom and Jiro Talking Tactics“ kurze Videoclips über Taktiken im Fußball, in denen sie zusammen als Experte auftreten. Für die Sportschau im Ersten bereiten sie ebenfalls Taktikanalysen in einer eigenen Rubrik („Broich & Polenz – die Analyse“) auf.
In der Saison 2020/21 übernahmen Polenz und Broich die C1-Junioren (U15) von Eintracht Frankfurt. Zur Saison 2021/22 wurde Polenz Co-Trainer von Ante Čović bei der zweiten Mannschaft von Hertha BSC und blieb dort bis zum Ende der Saison 22/23. Seit der Saison 2023/24 ist er Co-Trainer beim 1. FC Nürnberg.

## Sonstiges
Neben dem Profifußball absolvierte Polenz das Gymnasium Obervieland und schloss die Schule im Sommer 2006 mit dem Abitur ab.